# Dương Anh Đức
Dương Anh Đức  (sinh năm 1968) là một chính khách Việt Nam. Ông hiện là Ủy viên Ban Thường vụ Thành ủy, Phó Trưởng ban thường trực Ban Tuyên giáo và Dân vận Thành ủy Thành phố Hồ Chí Minh.
Ông nguyên là Bí thư Quận ủy Quận 1 ; Phó Chủ tịch Ủy ban nhân dân Thành phố Hồ Chí Minh ; Giám đốc Sở Thông tin - Truyền thông; Phó Giám đốc Đại học Quốc gia Thành phố Hồ Chí Minh.

## Lý lịch và học vấn
Ông sinh năm 1968, tại quận Hải Châu, Đà Nẵng.
Học hàm: Phó Giáo sư, Tiến sĩ Công nghệ thông tin
Trình độ chính trị: Cao cấp Lý luận chính trị.
Ông tốt nghiệp Trường Đại học Quốc gia Ivanovo (Nga) và Đại học Tổng hợp TPHCM ngành Toán, chuyên ngành Tin học (vào năm 1990). Sau đó, làm giảng viên Công nghệ thông tin của Trường Đại học Tổng hợp TPHCM.

## Sự nghiệp
Năm 2003, ông bảo vệ thành công luận án Tiến sĩ tại Trường Đại học Khoa học Tự nhiên.
Tháng 4-2007, ông được bổ nhiệm làm Phó Hiệu trưởng Trường Đại học Khoa học Tự nhiên.
Tháng 11-2011, Bộ trưởng Bộ GD-ĐT bổ nhiệm PGS.TS Dương Anh Đức, làm Hiệu trưởng Trường Đại học Công nghệ thông tin (Đại học Quốc gia TPHCM).
Tháng 1-2015, Thủ tướng Chính phủ bổ nhiệm PGS.TS Dương Anh Đức, Hiệu trưởng Trường Đại học Công nghệ thông tin, giữ chức Phó Giám đốc Đại học Quốc gia TPHCM.
Tháng 7-2017, đồng chí Nguyễn Thành Phong - Chủ tịch UBND TPHCM trao quyết định tiếp nhận và bổ nhiệm ông giữ chức vụ Giám đốc Sở Thông tin - Truyền thông TPHCM.
Ngày 16-9-2019, Ban Thường vụ Thành ủy TP.HCM đã công bố quyết định của Ban Bí thư về việc chỉ định ông làm Ủy viên Ban Chấp hành Đảng bộ TP.HCM (Thành ủy viên) khóa X nhiệm kỳ 2015-2020.
Ngày 27-3-2020, tại phiên họp bất thường của Hội đồng nhân dân TP.HCM, Chủ tịch UBND TP.HCM Nguyễn Thành Phong đã giới thiệu ông để HĐND TP.HCM bầu chức danh Phó chủ tịch UBND TP.HCM, phụ trách mảng văn hóa - xã hội. Sau khi các đại biểu bỏ phiếu bầu đạt tỷ lệ 89%.
Sáng 16-4-2020, ông Nguyễn Thiện Nhân, Ủy viên Bộ Chính trị, Bí thư Thành ủy TPHCM, chủ trì buổi trao quyết định của Thủ tướng Chính phủ phê chuẩn kết quả bầu bổ sung chức vụ Phó Chủ tịch UBND TPHCM nhiệm kỳ 2016-2021.
Sáng 19-5-2024, Bí thư Thành ủy TP.HCM Nguyễn Văn Nên đã trao quyết định của Ban Thường vụ Thành ủy TP.HCM về điều động, phân công, chỉ định ông tham gia Ban Chấp hành, Ban Thường vụ Quận ủy, giữ chức Bí thư Quận ủy Quận 1.
Ngày 21-8-2024, Ban Tổ chức Thành ủy TPHCM đã công bố Quyết định của Ban Bí thư về chuẩn y tham gia Ban Thường vụ Thành ủy TPHCM, nhiệm kỳ 2020 - 2025 đối với ông.